# Kamerun Brytyjski
Kamerun Brytyjski (ang. British Cameroons) – dawne brytyjskie terytorium mandatowe.
20 lipca 1920 dawny Kamerun Niemiecki podzielono na część francuską i brytyjską, które od 1922 stały się terytoriami mandatowymi.
     Kamerun Niemiecki
     Kamerun Brytyjski
     Kamerun Francuski
     Niepodległy Kamerun

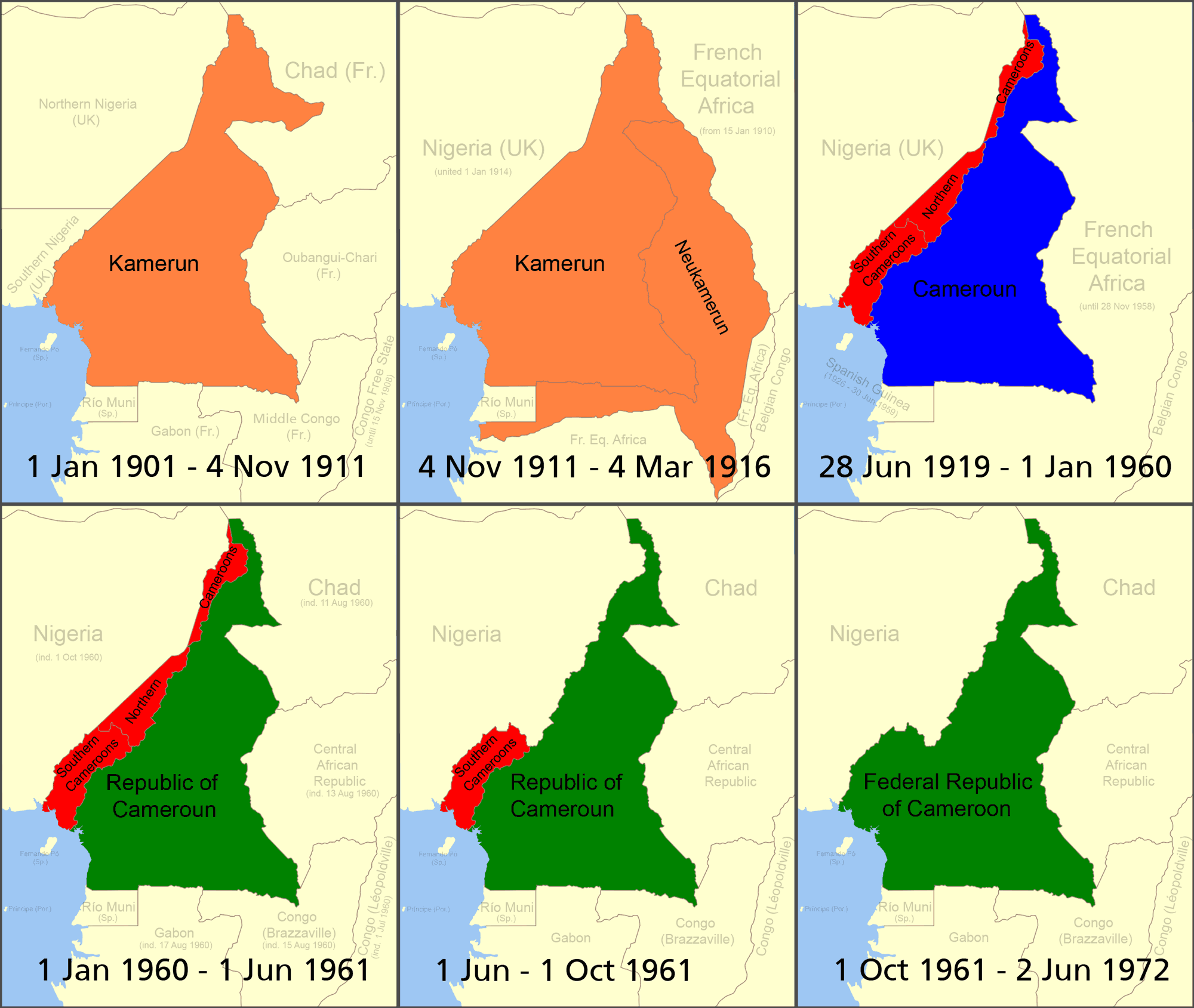
Zmiany terytorium Kamerunu
Kamerun Niemiecki
Kamerun Brytyjski
Kamerun Francuski
Niepodległy Kamerun

Kamerun Brytyjski wewnętrznie podzielony był na Kamerun Północny i Kamerun Południowy.
W 1960 niepodległość uzyskały Kamerun Francuski i Nigeria, wskutek czego w lutym 1961 przeprowadzono pod nadzorem ONZ plebiscyt w Kamerunie Brytyjskim odnośnie do przynależności terytorialnej. Ludność Północnego Kamerunu opowiedziała się za przyłączeniem do Nigerii, zaś Południowy Kamerun wybrał połączenie z Kamerunem.
31 maja 1961 Północny Kamerun został włączony do Nigerii, Południowy Kamerun stał się częścią Kamerunu 1 października tego samego roku.